# О’Лири, Хейзел
Хейзел Рид О’Лири (англ. Hazel Reid O'Leary; род. 17 мая 1937, Ньюпорт-Ньюс, Виргиния) — американская государственная деятельница, министр энергетики США (1993—1997), первая женщина и первая афроамериканка в этой должности.

## Биография
Хейзел Рид родилась в городе Ньюпорт-Ньюс, штат Виргиния в семье врачей, которые развелись через 18 месяцев после рождения ребёнка. Ходила в сегрегированную школу в Ньюпорт-Ньюсе, затем была отправлена к тёте в округ Эссекс, Нью-Джерси, где училась в интегрированной школе.
Получила степень бакалавра искусств в «чёрном» Университете Фиска в Нашвилле в 1959 году, затем вышла замуж за Карла Роллинса и родила сына. В 1966 году окончила Ратгерский университет, затем работала прокурором в штате Нью-Джерси. После развода в 1969 году переехала в Вашингтон, работала в компании Coopers & Lybrand. В 1974-1975 годах была супругой тележурналиста Макса Робинсона.
В годы президентства Джимми Картера занимала различные должность в новом министерстве энергетики, где познакомилась со своим третьим мужем Джоном О’Лири. В 1981 году они основали консалтинговую фирму O'Leary & Associates в Морристауне (Нью-Джерси), однако после смерти Джона в 1986 году Хейзел переехала в Миннесоту. С 1989 по 1993 год она была исполнительным вице-президентом энергоснабжающей компании Northern States Power Company.
21 декабря 1992 года избранный президент США Билл Клинтон заявил о намерении выдвинуть О’Лири на должность министра энергетики, а 21 января она была единогласно утверждена Сенатом. За время пребывания О’Лири на этом посту количество сотрудников министерства сократилось на треть, а его приоритетом стало развитие альтернативных источников энергии. Также было проведено рассекречивание старых документов, в том числе о проведении радиационных экспериментов над людьми в годы Холодной войны, семьям жертв этих экспериментов было выплачено 4,6 млн долларов. Также в рассекреченных документах содержалась информация о плутонии, оставленном США в Южном Вьетнаме. Выступала за запрет на проведение ядерных испытаний. После переизбрания Клинтона на второй срок О’Лири покинула его администрацию.
С 2004 по 2013 год возглавляла свой alma mater, Университет Фиска.